# Iyad Ag Ghali
Pour les articles homonymes, voir Ghali.
Iyad Ag Ghali, né en 1958 à Boghassa, au Mali, est un chef de guerre touareg et un djihadiste malien.
Comme de nombreux Touaregs, il fuit le Mali pendant les années 1970 et gagne la Libye où il intègre les troupes du colonel Kadhafi. Il combat au Liban et au Tchad avant de regagner le Mali où il déclenche la Rébellion touarègue de 1990-1996. Il fonde et dirige le Mouvement populaire pour la libération de l'Azawad (MPLA), puis le Mouvement populaire de l'Azawad (MPA) avant de signer la paix en 1992 et de rallier l'État malien.
À la fin des années 1990, il se tourne vers l'islamisme et se radicalise au contact de la Jamaat al-Tabligh. S'il semble rejeter le djihadisme, il se lie de plus en plus au cours des années 2000 avec les djihadistes du GSPC, qui fait allégeance à Al Qaïda en 2007 et devient Al-Qaïda au Maghreb islamique (AQMI). 
En 2012, au début de la guerre du Mali, il fonde le groupe salafiste djihadiste Ansar Dine pour se joindre au combat d'AQMI. En 2017, il crée et prend la tête du Groupe de soutien à l'islam et aux musulmans (GSIM), né de la fusion de la plupart des groupes djihadistes maliens, qui fait allégeance à AQMI et Al Qaïda. 

## Biographie

### La période libyenne
Iyad Ag Ghali naît en 1958 à Boghassa, dans la région de Kidal, au Mali. Ses parents sont des Touaregs de la fraction des Erayakane, de la tribu des Ifoghas. Son père, Ghaly Ag Babakar, est tué pendant la rébellion touarègue de 1962-1964 après avoir été accusé par d'autres rebelles d'être un collaborateur de l'État malien. Iyad Ag Ghali passe son enfance à Abeïbara et suit son cursus scolaire à Tin-Essako.
En 1969, le Mali est victime de plusieurs sécheresses qui se poursuivent les années suivantes,. Comme de nombreux autres Touaregs, Iyad Ag Ghali quitte le pays en 1973 et gagne la Libye en passant par l'Algérie,. En 1975, il intègre la Légion islamique de Mouammar Kadhafi et suit une formation militaire et idéologique,,.
En 1982, il prend part à la guerre du Liban où il combat les Phalanges libanaises et l'armée israélienne au côté de l'OLP,. Il participe à la bataille de Beyrouth en 1982 et fait partie des forces évacuées de la ville le 30 août avec Yasser Arafat. En 1983, lors du conflit tchado-libyen, il part combattre au Tchad,,. Il regagne la Libye en 1984. De 1985 à 1990, soutenu par le gouvernement libyen, il prépare une nouvelle rébellion touarègue au Mali et forme en 1988 le Mouvement populaire de libération de l'Azawad (MPLA),,. Il s'équipe en Libye et organise la logistique en Algérie Pendant cette période, il est arrêté à plusieurs reprises par les autorités algériennes. Il passe également par la France et organise des réunions discrètes dans des cafés du 11e arrondissement de Paris.
Selon l'historien Pierre Boilley : « À l’époque, Iyad et les rebelles touareg exigeaient de devenir des Maliens comme les autres. Certains, évidemment, rêvaient d’indépendance, mais cela n’a jamais été mis en avant. Leurs revendications portaient sur une meilleure intégration, avec une forme d’autonomie relative ».

### La rébellion de 1990
La nuit du 28 au 29 juin 1990, à la tête d'une cinquantaine d'hommes, Iyad Ag Ghali surprend le poste de gendarmerie de la ville de Ménaka. Plusieurs gendarmes sont tués, contre un blessé chez les assaillants, et de nombreuses armes sont récupérées. Cette action déclenche la Rébellion touarègue de 1990-1996,,. De juillet 1990 à janvier 1991, Iyad Ag Ghali lance quatre autres attaques contre Tarkint, Abeïbara, Boghassa et Toksimen. De son côté l'armée malienne fait une offensive en août sur l'Adrar Tigharghar, le sanctuaire des rebelles, mais elle est mise en échec.
Des négociations s'ouvrent avec le gouvernement malien en décembre 1990 et une rencontre est organisée avec des émissaires de Bamako à Tamanrasset, en présence des services de renseignement algériens. Le 6 janvier 1991, Iyad Ag Ghali signe les Accords de Tamanrasset. Le MPLA change de nom pour devenir le Mouvement populaire de l'Azawad (MPA),. Cependant l'accord ne prévoit pas de fédéralisme pour l'Azawad et plusieurs rebelles font scission du MPA, jugé trop dominé par la tribu des Ifoghas. Les Chamanamas fondent le Front populaire de libération de l'Azawad (FPLA) dirigé par Rhissa Ag Sidi Mohamed et Zeidan Ag Sidalamine, et les Imghads l'Armée révolutionnaire de libération de l'Azawad (ARLA) commandée par Abderamane Ghala. Le 11 avril 1992, quatre groupes rebelles, dont le MPA, regroupés au sein des Mouvements et Fronts unifiés de l'Azawad (MFUA) signent le Pacte national avec Bamako,.
Iyad Ag Ghali demeure à la tête du MPA, le groupe rebelle le plus modéré mais aussi le plus important et respecte la paix avec l'état malien. En 1993 cependant, un conflit éclate entre les Ifoghas du MPA et les Imghads de l'ARLA, ces derniers enlèvent même Intalla Ag Attaher, l'amenokal des Ifoghas. Iyad Ag Ghali rassemble alors ses forces et chasse l'ARLA de l'Adrar Tigharghar et de la région de Kidal. 
La même année, il organise à Gossi une réunion afin d'esquisser l'état des lieux et de répondre aux urgences. Pendant deux ans il organise la réinsertion et l'intégration des membres de son mouvement dans les structures de l'état malien et dans la vie socio-économique. Il devient brièvement journaliste et dirige l'hebdomadaire Amawal. Il est également nommé conseiller du nouveau président malien, Alpha Oumar Konaré.
Le 26 mars 1996, le MPA est dissous à l'occasion de la cérémonie de la « Flamme de la paix » à Tombouctou, où 3 000 armes sont brûlées,.

### Vers l'islamisme
Dans sa jeunesse, Iyad Ag Ghali est décrit comme un homme peu religieux, « très intelligent », un « bon vivant, un poète. Il aimait les femmes, buvait même de temps à autre de l'alcool » selon Maurice Freund,.
À partir de 1996, il commence à fréquenter avec assiduité les mosquées et se consacre à l'apprentissage du Coran et des hadîths. La même année, il divorce de sa première épouse — dont il a eu deux enfants — et se remarie avec Anna walet Bicha, une ancienne combattante rebelle, elle-même divorcée d'El Hadj Ag Gamou, un chef de l'ARLA. Le couple s'établit à Kidal, fréquente des prédicateurs pakistanais de la Jamaat al-Tabligh et en 1998, intègre la Dawa, une secte islamique,,. De 1998 à 2000, Iyad Ag Ghali effectue plusieurs voyages au sein de la Dawa ; au Mali, en Afrique et jusqu'au Pakistan.
Au début des années 2000, Iyad Ag Ghali est acquis au fondamentalisme, mais demeure hostile au djihadisme, au terrorisme et aux attentats. En 2003, les djihadistes du GSPC enlèvent pour la première fois des touristes occidentaux. Pris en Algérie, certains sont livrés à Mokhtar Belmokhtar, alors actifs au nord du Mali. Le gouvernement malien dépêche alors Iyad Ag Ghali et Baba Ould Cheikh afin de négocier la libération des otages avec Abou Zeid. À l'issue des discussions, les touristes occidentaux sont relâchés le 18 août en échange d'une rançon de cinq millions d'euros,.

### Les rébellions touarègues de 2006 et 2007
Cependant de nombreux Touaregs estiment que les promesses du Pacte national n'ont pas été tenues et le 23 mai 2006, une nouvelle et brève révolte éclate. Iyad Ag Ghali fonde avec Ibrahim Ag Bahanga, Hassan Ag Fagaga et Ahmada Ag Bibi, l'Alliance démocratique du 23 mai pour le changement (ADC). Il en devient le secrétaire général. Le soulèvement s'achève avec les Accords d'Alger, conclus le 4 juillet 2006. 
Alors que le Mali voit surgir une troisième rébellion touarègue de 2007 à 2009, le 21 novembre 2007, Iyad Ag Ghali est nommé conseiller consulaire du Mali, à Djeddah en Arabie saoudite, un poste qu'il choisit pour pouvoir se rendre tous les vendredis à la grande prière de La Mecque. Toutefois, suspecté par les Saoudiens d'être en contact avec Al-Qaïda, il est expulsé en 2010,,,. Il débarque en France avec son épouse et fréquente assidûment une mosquée du 8e arrondissement de Paris avant de regagner le Mali.
Peu après son retour, le gouvernement malien aurait de nouveau fait appel à lui pour négocier avec AQMI la libération de quatre otages français, des employés d'Areva enlevés à Arlit, ainsi que de Pierre Camatte.

### La rébellion de 2012
En 2011, Mouammar Kadhafi est renversé et tué lors de la guerre civile libyenne, de nombreux combattants touaregs de son armée regagnent le Mali où une nouvelle rébellion se prépare.
Fin 2011, le Mouvement national pour la libération de l'Azawad (MNLA) est fondé. Iyad Ag Ghali se présente à Zakak et en revendique le commandement, mais les cadres de la future rébellion le soupçonnent d'être lié à l'Algérie et sont hostiles à l'islamisme. Ils lui préfèrent son neveu, Bilal Ag Acherif, comme secrétaire-général, et Mohamed Ag Najem, ex-colonel de l'armée libyenne, comme chef militaire,. Quelques jours plus tard, à Abeïbara, Ag Ghali postule à la succession d'Intalla Ag Attaher, l'amenokal des Ifoghas, mais ce dernier et les notables de la tribu lui préfèrent alors un des fils de l'amenokal, Alghabass Ag Intalla.
Iyad Ag Ghali se tourne alors vers son neveu, Abdelkrim al-Targui, le chef d'une katiba d'AQMI, et propose ses services avec sa cinquantaine de partisans. Informé, Abdelmalek Droukdel, le chef d'AQMI, préfère employer la tactique du « cheval de Troie » et est favorable à ce que Iyad Ag Ghali forme son propre mouvement qui pourrait servir de vitrine plus présentable,,. Début 2012, Ag Ghali fonde donc son propre groupe, Ansar Dine, les « Défenseurs de la religion ». Initialement, le mouvement ne revendique que 300 hommes, mais rapidement de nombreux combattants rejoignent Iyad Ag Ghali, attirés par le charisme du chef rebelle, et en quelques mois Ansar Dine supplante le MNLA et devient le plus important groupe rebelle du nord du Mali,,,,.
Ansar Dine adopte une ligne ouvertement salafiste, il est étroitement lié à Al-Qaida au Maghreb islamique, et contrairement au MNLA qui revendique l'indépendance de l'Azawad, Iyad Ag Ghali s'oppose à toute partition du Mali et affirme que l'objectif de son groupe est d'établir une République islamique au Mali et d'instaurer la charia dans tout le pays,. Iyad Ag Ghali manipule cependant le gouvernement malien et les groupes rebelles pour leur faire croire qu'il n'a pas totalement basculé dans le djihadisme.
Aguel'hoc est prise par les rebelles et les djihadistes le 24 janvier, suivie de Tessalit le 11 mars après un siège long de près de deux mois. Le 26 mars, Ansar Dine et le MNLA attaquent la ville de Kidal défendue par les troupes du colonel Ag Gamou. Le 30, l'armée malienne abandonne la place et Iyad Ag Ghali fait une entrée triomphale dans la ville à la tête d'un cortège de véhicules. Deux jours plus tard, le 1er avril, Tombouctou est prise sans résistance par les troupes du FLNA et du MNLA. Mais Ag Ghali arrive dès le lendemain accompagnés des forces d'AQMI menées par Djamel Okacha, Abou Zeïd et Mokhtar Belmokhtar. Il prend le contrôle de la ville et expulse les rebelles touaregs et arabes, il réprime les pillages, distribue des vivres et fait aussitôt appliquer la charia,. Puis le 14 avril, afin de montrer qu'il est l'homme fort au nord du Mali, Iyad Ag Ghali libère sans contrepartie les 160 militaires maliens faits prisonniers par ses troupes à Aguel'hoc, Tessalit et Kidal,,.
Le MNLA cherche alors à se rapprocher d'Ansar Dine pour se débarrasser d'AQMI et du MUJAO. Le 27 mai 2012, les deux mouvements annoncent leur fusion et la création du Conseil transitoire de l'État islamique de l'Azawad. Mais 24 heures après sa signature, l'accord est rompu par les cadres du MNLA,. Le 27 juin, à Gao, les combats éclatent entre le MNLA et les djihadistes d'AQMI et du MUJAO. Le lendemain, Ag Ghali entre dans cette ville à la tête de 60 véhicules et de plusieurs centaines d'hommes. Le 30, il rencontre les chefs du MNLA et un cessez-le-feu est conclu. Les combats reprennent cependant en novembre, et les rebelles touaregs indépendantistes sont chassés de Ménaka, la dernière ville qui était sous leur contrôle dans l'Azawad. Le nord du Mali est alors presque totalement contrôlé par les groupes djihadistes. Ansar Dine tient la région de Kidal et la plus grande partie de la région de Tombouctou qu'elle partage avec AQMI.
En juillet 2017, la Cour pénale internationale dépose un mandat d'arrêt contre Iyad Ag Ghali pour crimes contre l'humanité et crimes de guerre (viols, meurtres, torture), en particulier lors de l'attaque d'Agheloc de janvier 2012. Ce mandat n'est alors pas rendu public mais transmis aux autorités maliennes et françaises. En juin 2024, le procureur de la CPI, Karim Khan demande que ce mandat soit rendu public.

### Pendant l'intervention militaire française, depuis 2013
En janvier 2013, les djihadistes lancent une offensive sur le sud du Mali, dont Iyad Ag Ghali est le principal initiateur. Le 9 janvier, il dirige l'assaut sur la ville de Konna qui est conquise. Cependant cette attaque provoque dès le lendemain une intervention militaire de l'armée française et de plusieurs pays africains. Les djihadistes d'Ansar Dine et d'AQMI abandonnent Konna, ainsi que Tombouctou et Kidal, et se replient droit sur l'Adrar Tigharghar, dans l'Adrar des Ifoghas,.
Avec le basculement du rapport de force, de nombreux combattants abandonnent Ansar Dine et fondent dès fin janvier le Mouvement islamique de l'Azawad (MIA), qui quelques mois plus tard intègre le Haut Conseil pour l'unité de l'Azawad (HCUA). Alghabass Ag Intalla et Cheikh Ag Aoussa prennent la tête du groupe, mais ils seraient suspectés, malgré leurs dénégations, d'être toujours en contact avec Iyad Ag Ghali,. Le 27 janvier 2013, l'aviation française bombarde et détruit la maison d'Ag Ghali à Kidal,.
Fin février, les Français et les Tchadiens attaquent l'Adrar Tigharghar, le principal sanctuaire des djihadistes au Mali. Ansar Dine affirme dans un communiqué qu'Iyad Ag Ghaly continue de mener les combats. Au cours de la bataille de Tigharghâr, il aurait manqué de peu d'être tué par un bombardement français le 23 février, le même qui aurait coûté la vie à Abou Zeid. La base des djihadistes est prise par les forces franco-tchadiennes, mais Iyad Ag Ghaly survit aux combats et parvient à s'enfuir.
Après la bataille de Tigharghâr, Iyad Ag Ghali disparaît. Plusieurs hypothèses sont émises sur la région où il aurait pu avoir trouvé refuge. Le sud de la Libye est évoqué, ainsi que le sud de l'Algérie et plus particulièrement les environs de Tinzaouten où il aurait été localisé en janvier 2014. Son épouse réside quant à elle à Tamanrasset. Il pourrait également être toujours actif à l'extrême nord du Mali, dans la région de Kidal,,. Le groupe Ansar Dine passe alors à la guérilla, de même que les autres mouvements djihadistes. Cependant, contrairement à AQMI, Ansar Dine n'a revendiqué aucun enlèvement ni attentat contre des civils. Certains responsables politiques maliens entretiennent alors l'espoir qu'Iyad Ag Ghali, autrefois proche du gouvernement malien, puisse être « récupérable » et formulent le souhait de négocier avec lui,,. Cette option est cependant rejetée par la France qui estime qu'Iyad Ag Ghali est une cible à abattre en priorité,,. Le Monde et Jeune Afrique indiquent également en 2017 que selon une source du ministère français de la Défense, Iyad Ag Ghali bénéficierait d'une protection des services algériens et pourrait se cacher avec sa famille à Tin Zaouatine, une ville algérienne située à la frontière avec le Mali,.
Le 26 février 2013, le Département d'État des États-Unis désigne officiellement Iyad Ag Ghali comme terroriste.
En 2013, il aurait joué un rôle dans les négociations pour la libération de quatre otages français enlevés à Arlit en 2010.
Iyad Ag Ghali réapparaît dans une vidéo publiée le 29 juillet 2014, il revendique, sans donner de précision, des tirs de roquettes et des attaques de kamikazes. Il réaffirme son objectif d'établir la charia et de se « débarrasser des croisés, la France en tête ». Il accuse la France de vouloir à nouveau coloniser le Mali pour piller les richesses : or, cuivre et uranium. Il ne fait aucune référence à AQMI mais déclare soutenir ses « frères du jihad » au Nigeria, en République centrafricaine, Syrie, Irak, Pakistan, Afghanistan, Somalie, Égypte et Yémen,,.
Dans un document sonore rendu public en octobre 2015, Iyad Ag Ghali annonce qu'il rejette l'accord d'Alger et menace la CMA, signataire du traité.
Selon Le Monde, en 2016, Iyad Ag Ghali est repéré par un service secret occidental à l'hôpital de Tamanrasset, en Algérie. Deux faux médecins sont envoyés pour le supprimer, mais Iyad Ag Ghali est changé de chambre au dernier moment et l'opération échoue. 
Le 30 octobre 2016, l'imam Mahmoud Dicko, président du Haut Conseil islamique (HCI), déclare avoir reçu, après huit mois de discussions, une lettre d'Iyad Ag Ghali dans laquelle ce dernier annonce « l'arrêt des attaques sur toute l’étendue du territoire »,. Mais Ansar Dine dément ces déclarations le 2 novembre,.
Le 2 mars 2017, plusieurs groupes djihadistes d'Afrique de l'Ouest annoncent leur fusion au sein du Groupe de soutien à l'islam et aux musulmans. Iyad Ag Ghali, Djamel Okacha, Amadou Koufa, Abou Hassan al-Ansari et Abou Abderrahman El Senhadji apparaissent dans une vidéo. Ils annoncent leur rassemblement dans une seule structure et prêtent allégeance à Ayman al-Zawahiri, l'émir d'al-Qaïda ; à Abdelmalek Droukdel, l'émir d'AQMI ; et à Haibatullah Akhundzada, l'émir des talibans,. Iyad Ag Ghali est désigné comme le chef de ce mouvement.
Selon Aurélien Tobie, chercheur au Stockholm International Peace Research Institute, Iyad Ag Ghali « bénéficie d’une grande autorité parmi les groupes insurgés, car c’est un Malien auréolé de son passé de chef rebelle. Cette union au sein du JNIM correspond à la volonté d'Al-Qaïda de s’ancrer localement ». Pour André Bourgeot, anthropologue et directeur de recherches au CNRS : « Ce n’est plus une relation à l’ethnie, mais à l’islam, donc le combat prend une dimension universelle. La stratégie d’Iyad consiste à s’appuyer sur des groupes déjà actifs et à capitaliser sur la colère des communautés à l’encontre du pouvoir malien ».

### Lutte contre l'État islamique à partir de 2020
En 2020, une guerre ouverte éclate entre le Groupe de soutien à l'islam et aux musulmans et l'État islamique dans le Grand Sahara, après quelques années de coexistence pacifique,. Le 7 mai, Al-Naba, le magazine de propagande de l'État islamique, qualifie Iyad Ag Ghali et Amadou Koufa d'« apostats » et les accuse de trahison pour avoir accepté l'ouverture de négociations avec le gouvernement du Mali.
Le 23 janvier 2023, Al-Zallaqa, l'organe de propagande du GSIM publie plusieurs photographies d'Iyad Ag Ghali, entourés de notables touaregs qui lui prêtent allégeance, dans la région de Ménaka, qui est alors le théâtre d'affrontements particulièrement meurtriers entre le Groupe de soutien à l'islam et aux musulmans et l'État islamique dans le Grand Sahara. La réunion aurait eu lieu près d'Inékar, deux jours plus tôt.
Selon RFI, le 26 janvier 2023, à Djounhane, à une quarantaine de kilomètres de Kidal, Iyad Ag Ghali rencontre les représentants du Cadre stratégique permanent (CSP) et la Coordination des mouvements de l'Azawad (CMA),. Alghabass Ag Intalla aurait été présent. La présence de Mohamed Ag Intalla et du général El Hadj Ag Gamou est avancée par certaines sources et démentie par d'autres. Au terme de cette rencontre, une sorte de pacte de non-agression aurait été établi entre le Groupe de soutien à l'islam et aux musulmans et les groupes armés du Nord afin de concentrer leurs efforts contre l'État islamique dans le Grand Sahara,.
Présent sur le front pour encourager ses troupes, il aurait manqué de peu d'être tué lors d'un affrontement contre l'État islamique, pendant les premiers mois de l'année 2023.